# Тихомиров, Владимир Андреевич (учёный)
Влади́мир Андре́евич Тихоми́ров (25 июня [7 июля] 1841, Корыстино, Глинковский район — 14 [27] октября 1915, Москва) — русский учёный в области фармации, фармакогнозии, микробиологии, ботаники и микологии; педагог. Классик российской фармакогнозии, один из основоположников технологии лекарств как научной дисциплины. Профессор Московского университета по кафедре фармации и фармакогнозии.
Почётный член многих научных обществ, член Парижской медицинской академии, Женевского национального института и Медико-фармацевтической академии в Барселоне.
Брат Александра Андреевича и Михаила Андреевича Тихомировых.

## Биография
Родился в дворянской семье 25 июня (7 июля) 1841 года в селе Корыстино, в Ельнинском уезде Смоленской губернии. Его отец был отставным коллежским асессором.

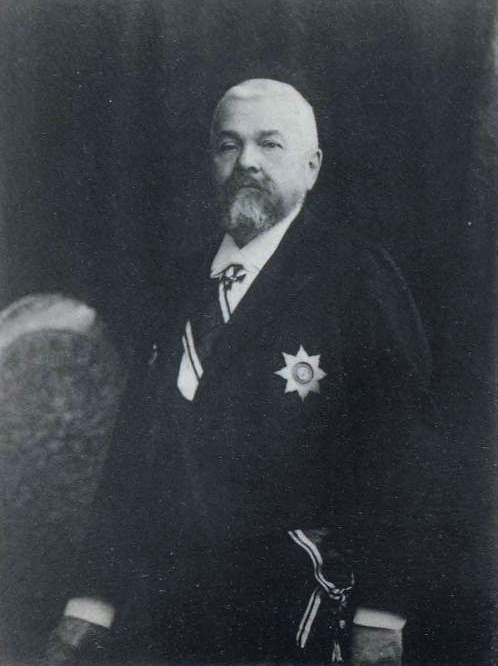
В. А. Тихомиров (1911)

Среднее образование получил в Смоленской гимназии (1854—1859) и в 1859 году поступил на Медицинский факультет Московского университета, курс которого окончил в 1865 году со степенью лекаря с отличием и серебряной медалью за сочинение «Микроскопическое строение печени человека и животных». Однокурсниками Тихомирова были будущие профессора Д. Н. Зёрнов и В. С. Богословский.
Работал земским врачом в Ельнинском уезде Смоленской губернии (1868—1873), был избран гласным земства и почётным мировым судьёй. В начале 1870-х увлёкся ботаникой. С 1873 года — доктор медицины после защиты в Московском университете диссертации о спорынье: «Спорынья, её строение, история развития и влияние на организм при хроническом отравлении ею кур».

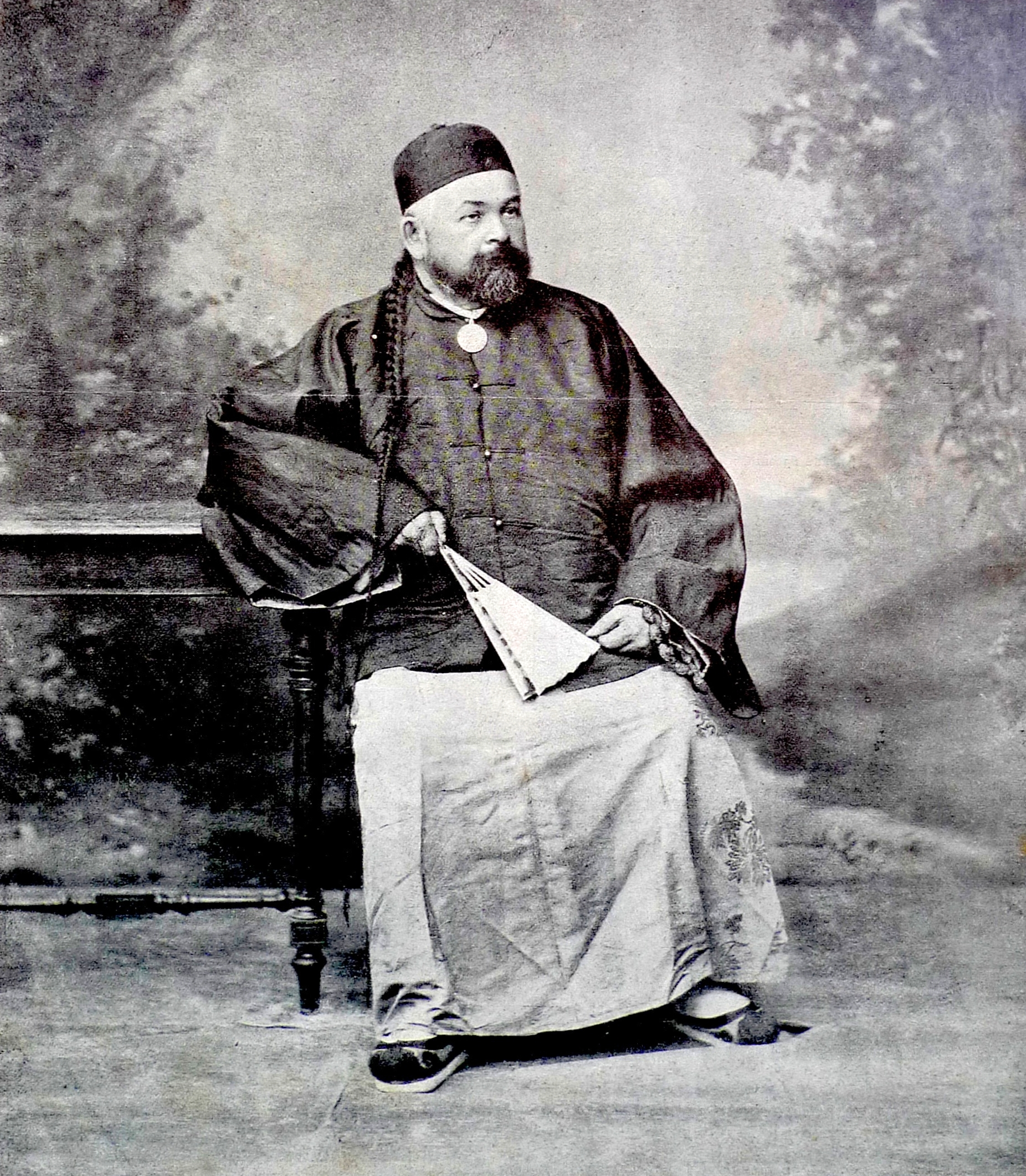
В. А. Тихомиров

С 1874 года в качестве приват-доцента начал читать лекции в Императорском Московском университете по микологии, затем (с 1880) — по фармакогнозии и фармации. Одновременно, был старшим врачом Павловской больницы (1877—1901), врачом-химиком и микроскопистом при Московской городской управе (с 1879).
Экстраординарный (с 1885) и ординарный профессор (с 1898) по кафедре фармации и фармакогнозии Московского университета. В. А. Тихомиров — один из составителей IV издания «Российской фармакопеи» (1888—1890). Ценным вкладом Тихомирова в фармакогнозию было широкое внедрение анатомического анализа лекарственного растительного сырья.
Заслуженный профессор Московского университета с 1905 года.
В 1891—1895 годах участвовал в кругосветном путешествии, во время него изучал культуру выращивания и производства чая на Цейлоне, Яве, в Китае и Японии, культуру разведения хинных деревьев, шоколадника, мускатного ореха и других растений. Привёз из экспедиции многочисленные коллекции тропического лекарственного сырья. Занимался позже вопросами акклиматизации лекарственных растений и чая в России.
Наиболее важным трудом Тихомирова стал «Учебник фармакогнозии» (1900), по сути являвшийся энциклопедией лекарственных растений всего земного шара; этот учебник в течение долгих лет не утрачивал своего значения, не потерял значения и сейчас.
Под руководством Тихомирова выполнено большое число диссертаций; он был также редактором пяти изданий журнала «Фармация».
Умер 14 (27) октября 1915 года; похоронен в Даниловом монастыре.

## Научные работы
Тихомиров — автор более 50 научных работ. Наиболее известные:
- Руководство к изучению фармакогнозии (в 2-х томах, 1888—1890)
- Учебник фармакогнозии (в 2-х томах, 1900); снабжён многочисленными рисунками